# Turny
Turny – miejscowość i gmina we Francji, w regionie Burgundia-Franche-Comté, w departamencie Yonne.
Według danych na rok 1990 gminę zamieszkiwały 654 osoby, a gęstość zaludnienia wynosiła 26 osób/km² (wśród 2044 gmin Burgundii Turny plasuje się na 366. miejscu pod względem liczby ludności, natomiast pod względem powierzchni na miejscu 280.).